# Camponotus cambouei
Camponotus cambouei är en myrart som beskrevs av Auguste-Henri Forel 1891. Camponotus cambouei ingår i släktet hästmyror, och familjen myror. Inga underarter finns listade.

## Bildgalleri

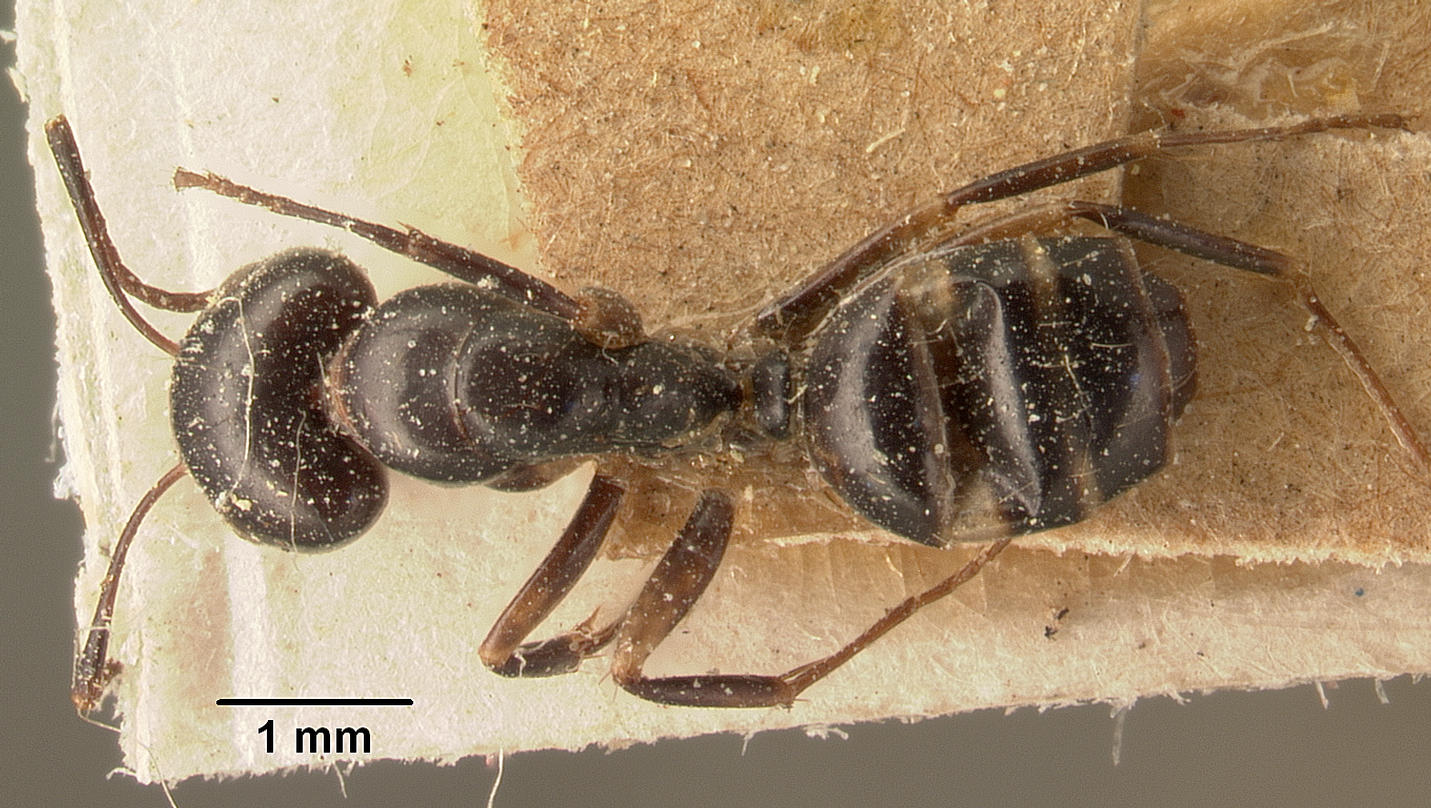
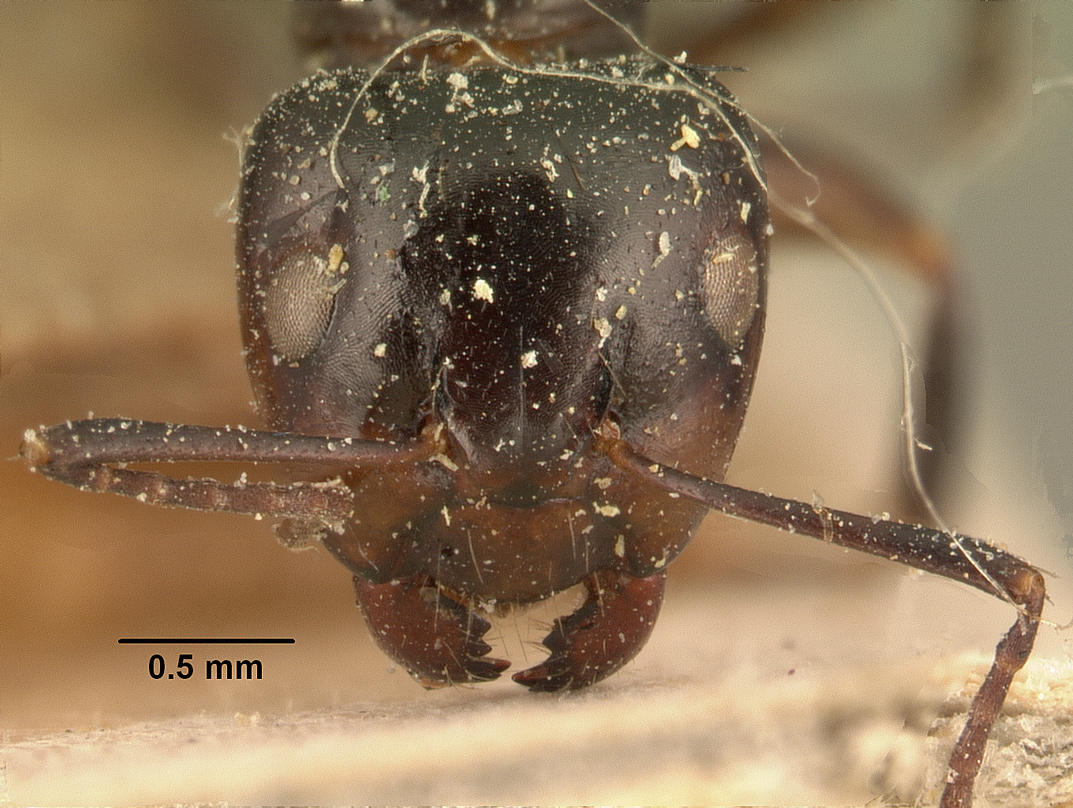
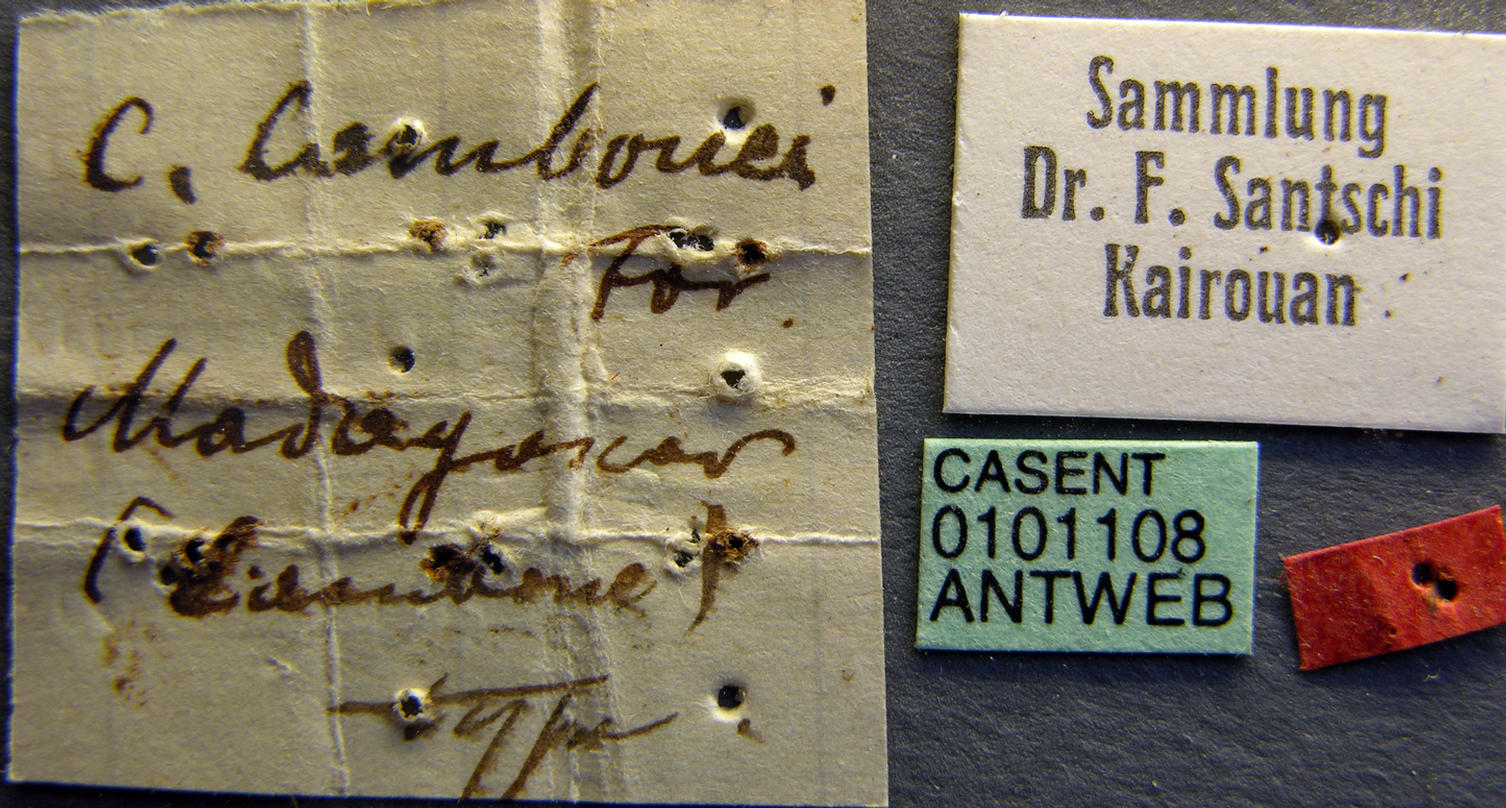
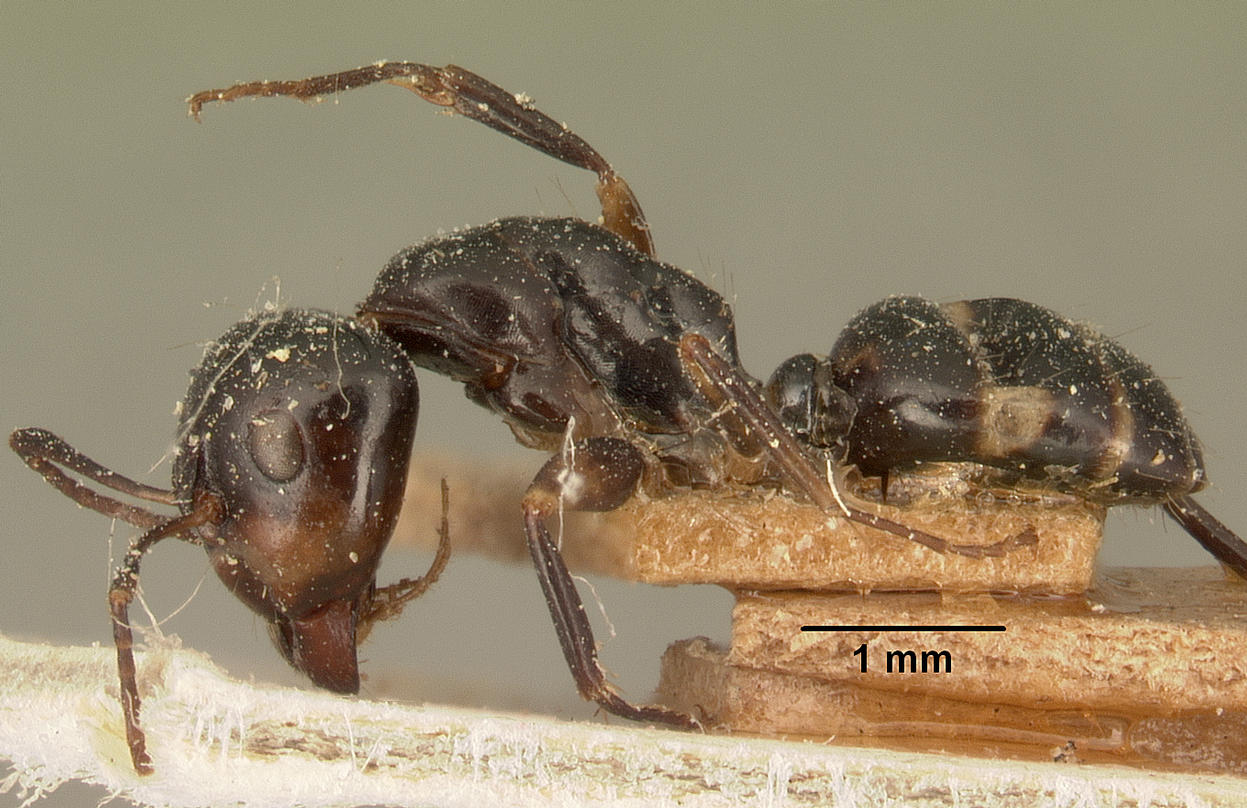
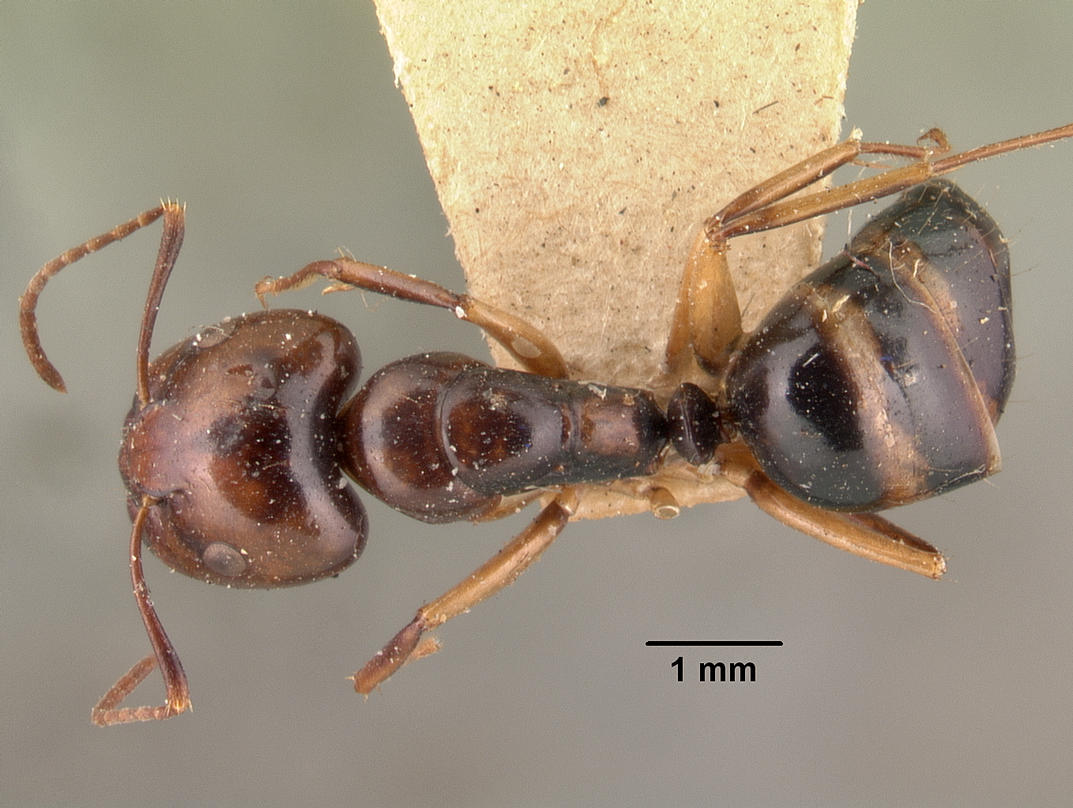
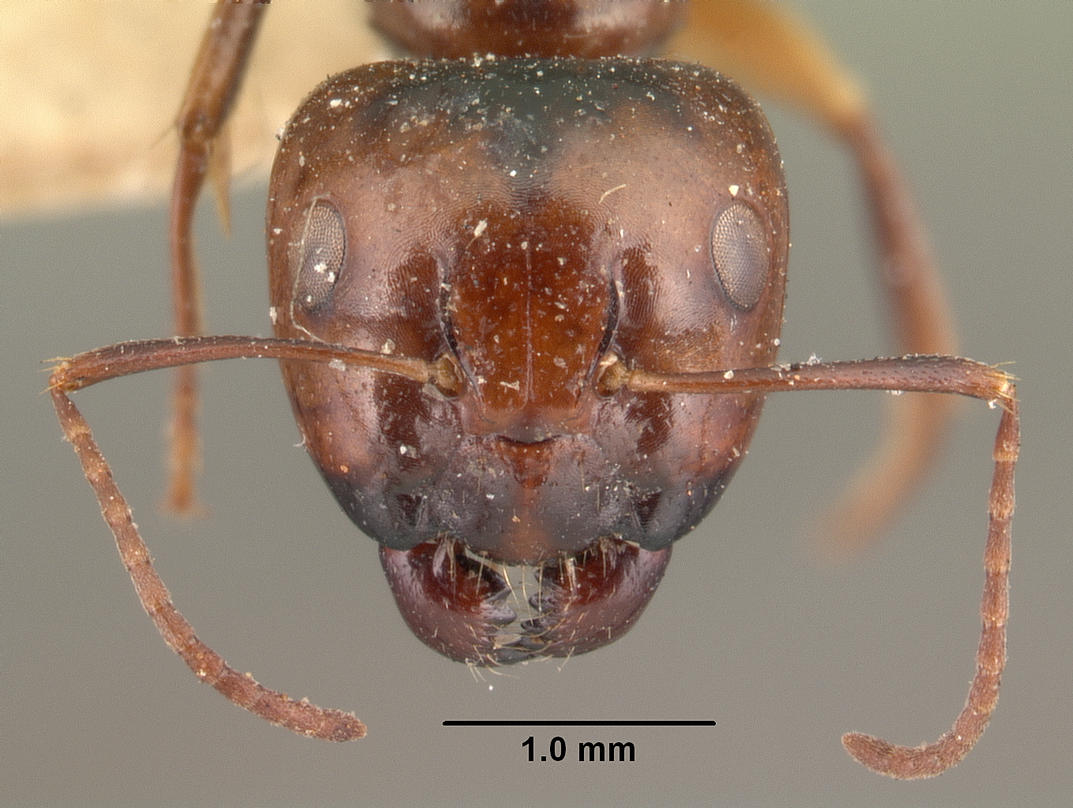